# Vandières (Marne)
Vandières é uma comuna francesa na região administrativa de Grande Leste, no departamento de Marne. Estende-se por uma área de 13,2 km². Em 2010 a comuna tinha 309 habitantes (densidade: 23,4 hab./km²).